# Остёрская городская община
Остёрская городская общи́на (укр. Остерська міська громада) — территориальная община в Черниговском районе Черниговской области Украины. Административный центр — город Остёр.
Население — 9017 человек. Площадь — 402,4 км².
Количество учреждений, оказывающих первичную медицинскую помощь — 3.    

## История
Остёрская городская община была создана 8 июля 2016 года путём объединения Остёрского городского совета, Беликовского, Борковского сельсоветов Козелецкого района.  
12 июня 2020 года были присоединены территории Евминского, Крехаевского, Одинцовского, Пархимовского сельсоветов Козелецкого района. 
17 июля 2020 года община вошла в состав нового Черниговского района. Козелецкий район был ликвидирован.

## География
Община занимает левый берег Десны и включает центральную часть упразднённого Козелецкого района (1923-2020). Община граничит с Деснянской, Коптивской, Козелецкой общинами Черниговского района, Киевской областью Украины. 
Реки: Десна, Остёр, Гнилуша (Вир), Озеро.

## Населённые пункты
- город Остёр
- Бабарики
- Беремицкое
- Белики
- Борки
- Волевачи
- Дешки
- Евминка
- Жилин Млынок
- Жуковщина
- Котов
- Кошаны
- Крени
- Крехаев
- Любочанинов
- Набельское
- Одинцы
- Пархимов
- Полесское
- Романьки
- Самсоны
- Туманская Гута